# 蓋斯貝格山 (上奧地利前阿爾卑斯山脈)
47°54′36″N 14°16′47″E / 47.91000°N 14.27972°E

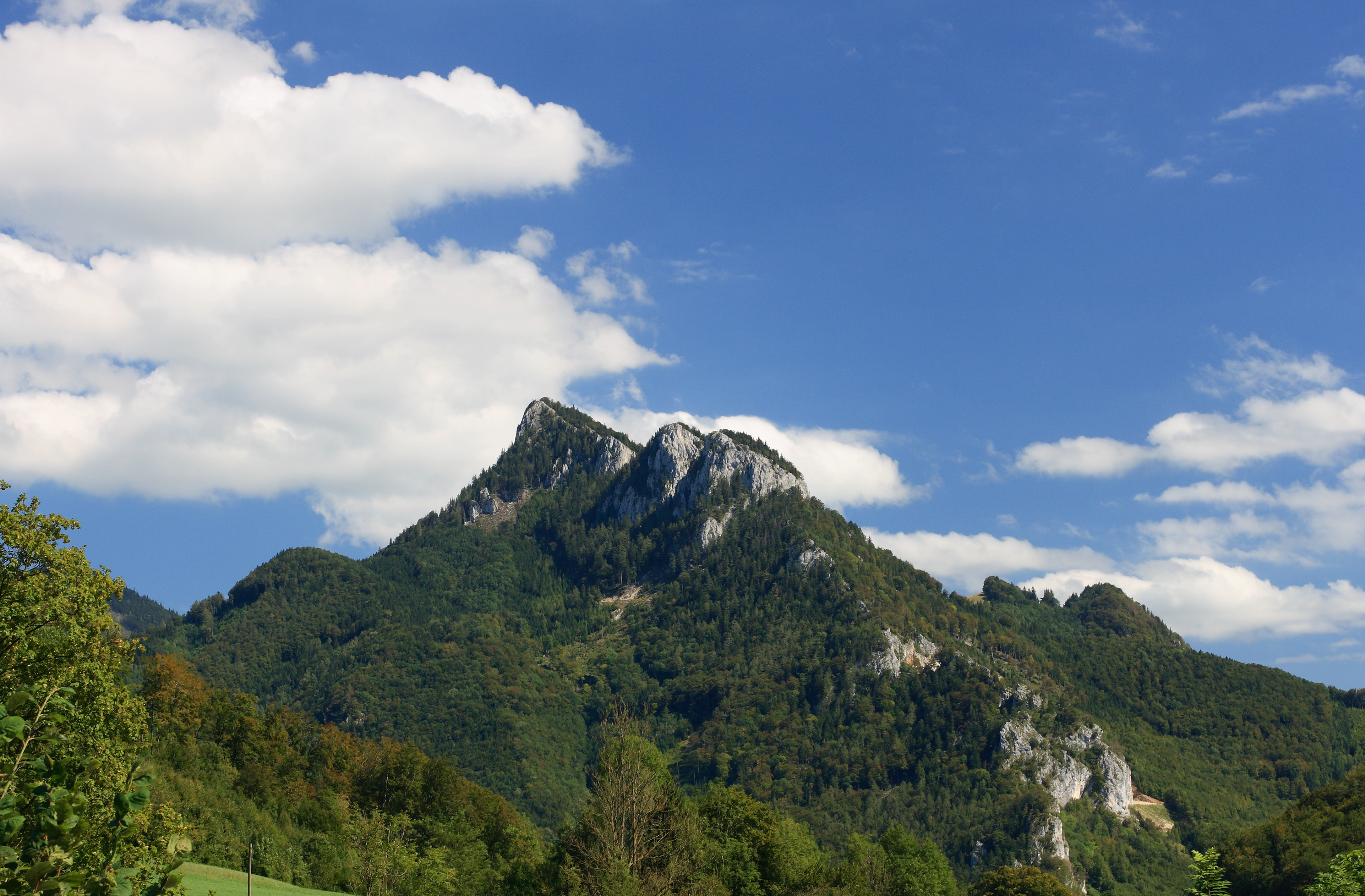

蓋斯貝格山（德語：Gaisberg），是奧地利的山峰，位於該國北部，由上奧地利州負責管轄，屬於上奧地利前阿爾卑斯山脈的一部分，海拔高度1,267米，每年平均降雨量1,578毫米。